# Wladimir Matwejeff
Wladimir Matwejeff, född 24 februari 1891, död 6 juli 1966 i Stockholm, var en svensk skådespelare.

## Filmografi
- 1945 – Galgmannen – supbroder
- 1945 – Resan bort – herre
- 1949 – Kärleken segrar – Heinz Rosner, Lenis far, författare